# Lohmannia texana
Lohmannia texana är en kvalsterart som först beskrevs av Banks 1910.  Lohmannia texana ingår i släktet Lohmannia och familjen Lohmanniidae. Inga underarter finns listade i Catalogue of Life.